# Sandrotkrypare
Sandrotkrypare (Psammodius asper) är en skalbaggsart som beskrevs av Johan Christian Fabricius 1775. I den svenska databasen Dyntaxa används istället namnet Psammodius sulcicollis. Enligt Catalogue of Life ingår sandrotkrypare i släktet Psammodius och familjen Aphodiidae, men enligt Dyntaxa är tillhörigheten istället släktet Psammodius och familjen bladhorningar. Arten är reproducerande i Sverige. Inga underarter finns listade i Catalogue of Life.

## Bildgalleri

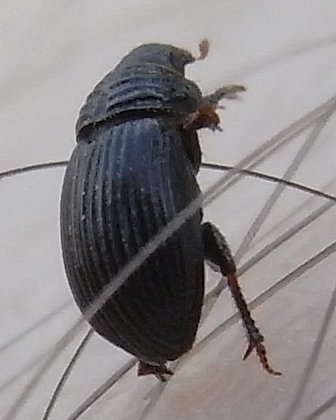
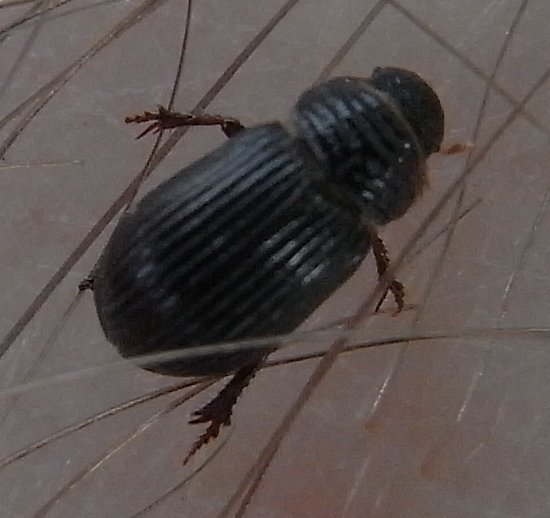
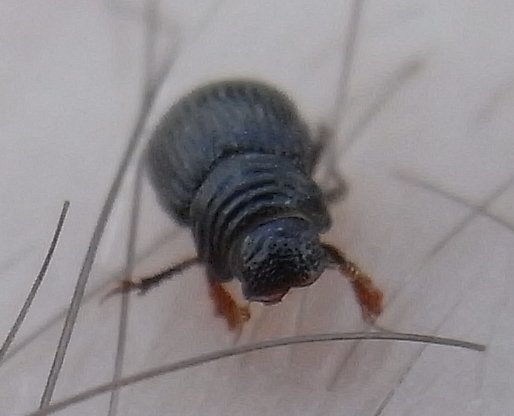